# Casino (pel·lícula)
Casino és una pel·lícula de crim èpica de 1995 dirigida per Martin Scorsese, adaptada per Scorsese i Nicholas Pileggi del llibre de no-ficció d'aquest últim Casino: Love and Honor in Las Vegas. És protagonitzada per Robert De Niro, Sharon Stone, Joe Pesci, Don Rickles, Kevin Pollak i James Woods. La pel·lícula va ser la vuitena col·laboració entre el director Scorsese i De Niro. Ha estat doblada al català
Casino segueix a Sam "Ace" Rothstein (De Niro), un expert en jocs d'⁣atzar jueu nord-americà a qui el Chicago Outfit li demana que supervisi el dia a dia del casino i les operacions de l'hotel al Tangiers Casino a Las Vegas. Altres personatges importants inclouen Nicky Santoro (Pesci), un "made man" i amic de Sam, i Ginger McKenna (Stone), una apostador de carrer amb qui Sam es casa i té una filla. La pel·lícula detalla el funcionament del casino de Sam, les dificultats amb què s'enfronta en la seva feina, la implicació de la màfia amb el casino i el trencament gradual de les seves relacions i posició, a mesura que Las Vegas canvia amb els anys.
Els personatges principals es basen en persones reals: Sam s'inspira en la vida de Frank Rosenthal, també conegut com "Lefty", que va dirigir els casinos Stardust, Fremont, Marina i Hacienda de Las Vegas per al Chicago Outfit des de 1968 fins a 1981. Nicky i Ginger es basen en l'executor de la màfia Anthony Spilotro i l'antiga ballarina i una figura social Geri McGee, respectivament.
Casino va ser llançada el 22 de novembre de 1995 per Universal Pictures, amb una acollida crítica majoritàriament positiva, i va ser un èxit de taquilla mundial. L'actuació de Stone va ser destacada amb elogis, la qual cosa li va valer un Globus d'Or a la millor actriu en una pel·lícula dramàtica i una nominació a l'⁣Oscar a la millor actriu.

## Argument
Sam Rothstein (Robert De Niro) és el millor corredor d'apostes de Las Vegas i treballa per a la màfia fent guanyar molts diners així que aquests decideixen oferir-li la direcció del seu nou casino, el Tangiers.
Allà coneix a Ginger (Sharon Stone), una noia de la qual s'enamora perdudament i amb la qual forma una família encara que ella no l'estima. Un vell amic de Sam, Nicky Santoro (Joe Pesci), arriba a la ciutat, enviat per ajudar-li, però les drogues i les possibilitats per a delinquir que Las Vegas ofereix fan que Nicky es descontroli. La indiscreció de Nicky i els problemes entre Sam i Ginger acaben fent perillar no només el lucratiu negoci del casino sinó també les seves vides i deixant al descobert a l'organització i tots els seus integrants i altres negocis bruts.

## Producció

### Desenvolupament

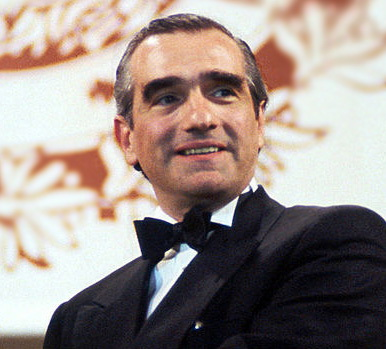
Martin Scorsese, el director de la pel·lícula, el 1995

Casino es basa en el llibre del periodista de crims de Nova York Nicholas Pileggi Casino: Love and Honor in Las Vegas. La investigació de Casino va començar quan Pileggi va llegir un informe de 1980 del Las Vegas Sun sobre una discussió domèstica entre Frank "Lefty" Rosenthal, una figura del casino, i la seva dona Geri McGee, una antiga ballarina de topless. Això li va donar una idea per centrar-se en un nou llibre sobre la història real de la infracció de la màfia a Las Vegas durant la dècada de 1970, quan el rodatge de Goodfellas (el guió del qual va coescriure amb Scorsese) estava arribant a la seva fi. El complex turístic fictici Tangiers reflectia la història de l'Stardust Resort and Casino, que havia estat comprat per Argent Corporation l'any 1974 amb préstecs del Fons de Pensions de Teamsters Central States. Argent era propietat d'Allen Glick, però es creia que el casino estava controlat per diverses famílies del crim organitzat del Midwest. Durant els següents sis anys, Argent Corporation va desviar entre 7 i 15 milions de dòlars mitjançant bàscules manipulades. Aquesta operació de desviament, quan va ser descoberta per l'FBI, va ser la més gran que s'hagi exposat mai. Un nombre de figures del crim organitzat van ser condemnades com a resultat del desviament.
Pileggi va contactar amb Scorsese per prendre el lideratge del projecte, que es va conèixer com a Casino. Scorsese va expressar el seu interès, qualificant-ho d'"idea d'èxit, sense límits". Pileggi estava disposat a publicar el llibre i després concentrar-se en una adaptació cinematogràfica, però Scorsese el va animar a "invertir l'ordre".
Scorsese i Pileggi van col·laborar en el guió durant cinc mesos, cap a finals de 1994. Els personatges de la vida real van ser remodelats, com Frank "Lefty" Rosenthal, Geri McGee, Anthony Spilotro, el germà de Spilotro Michael, la mà dreta de Spilotro, Frank Cullotta, i el cap de la màfia Joseph Aiuppa. Alguns personatges es van combinar i parts de la història es van situar a Kansas City en lloc de Chicago. Va sorgir un problema quan es van veure obligats a referir-se a Chicago com "de tornada a casa" i utilitzar les paraules "adaptada d'una història real" en lloc de "basada en una història real". El mafiós de la vida real convertit en testimoni Frank Cullotta va inspirar el personatge Frank Marino (interpretat per Frank Vincent), va servir com a assessor tècnic per a la pel·lícula, i també va tenir un paper a la pantalla com a sicari.
També van decidir simplificar el guió, de manera que el personatge de Sam "Ace" Rothstein només treballés al Tangiers Casino, amb l'objectiu de mostrar una visió dels reptes implicats en la gestió d'un hotel-casino dirigit per la màfia sense aclaparar l'audiència. Segons Scorsese, la seqüència inicial havia de presentar el personatge principal, Sam Rothstein, lluitant amb la seva dona separada Ginger al jardí de casa seva. L'escena era massa detallada, així que van canviar la seqüència per mostrar l'explosió del cotxe de Sam i ell volant a l'aire abans de sobrevolar les flames a càmera lenta, com una ànima a punt de baixar directament a l'infern.

### Fotografia principal
El rodatge es va dur a terme a la nit al casino Riviera de Las Vegas, amb el proper Landmark Hotel desaparegut com a entrada, per replicar el fictici Tangiers. Segons Barbara De Fina, la productora de la pel·lícula, no hi havia cap raó per construir un plató si simplement poguessin filmar al voltant d'un casino real. L'escena inicial, amb el cotxe de Sam explotant, va ser filmada tres vegades; la tercera presa es va utilitzar per a la pel·lícula. Saul Bass va dissenyar la seqüència del títol, que va ser el seu darrer treball. El cost total dels títols va ser d'11.316 dòlars, sense incloure les tarifes dels Basses. Bass va justificar el cost a De Fina assenyalant que crear una explosió contínua a partir d'una segona presa d'una explosió exigia molta experimentació, així com aconseguir que la trajectòria del cos fos exactament correcta. Quan es va presentar per primera vegada a la MPAA, la pel·lícula va rebre una qualificació NC-17 a causa de les seves representacions de violència. Es van fer diverses edicions per reduir la qualificació a R.
La pel·lícula es va rodar en Super 35, un format comú que permetia que la imatge es reformatés per a la difusió televisiva. Scorsese va dir: "M'agradaria poder rodar directament anamòrfiques, però les lents que teníem en aquesta situació eren molt més diversificades. Fins a cert punt, rodar una pel·lícula d'aquesta manera pot dificultar certs aspectes tècnics, però per a mi, qualsevol cosa és millor que la panoràmica i l'escaneig a la televisió. Podem tornar a emmarcar gairebé totes les fotos que hem fet en aquesta imatge per al vídeo". El director de fotografia Robert Richardson, d'altra banda, no va quedar impressionat amb la qualitat de les còpies en el moment del llançament i no va tornar a utilitzar aquest format fins a Kill Bill: Volum 1, moment en què el procés Digital intermediate estava disponible.

## Curiositats
- Diuen un renec cada dos minuts aproximadament.
- Ha arribat a tenir el rècord de màxima utilització de la paraula "fuck" en un llargmetratge: 398 vegades.
- Alguns dels vestits de Sharon Stone superen els 20 quilos de pes.
- Es rodà al casino Riviera de Las Vegas, però en un complicat horari per no molestar als jugadors habituals del local.
- Els personatges interpretats per De Niro i Pesci (Sam Rothstein i Nicky Santoro, respectivament) estan inspirats en els gàngsters reals Lefty Roshental i Tony Spilotro.
- El casino Tangiers es basa en The Stardust Resort & Casino, que tancà per sempre l'1 de novembre de 2006.

## Repartiment
| Actor               | Paper                                 | Basat en                     |
| ------------------- | ------------------------------------- | ---------------------------- |
| Robert De Niro      | Sam "Ace" Rothstein                   | Frank "Lefty" Rosenthal      |
| Joe Pesci           | Nicky Santoro                         | Tony "The Ant" Spilotro      |
| Sharon Stone        | Ginger McKenna Rothstein              | Geraldine McGee Rosenthal    |
| Frank Vincent       | Frankie Marino                        | Frank Cullotta               |
| Pasquale Cajano     | Remo Gaggi                            | Joseph Aiuppa                |
| Alan King           | Andy Stone                            | Allen Dorfman                |
| Bill Allison        | John Nance                            | George Vandermark            |
| Don Rickles         | Billy Sherbert                        | Robert Stella Senior         |
| Philip Suriano      | Dominick Santoro                      | Michael Spilotro             |
| Carl Ciarfalio      | Tony Dogs                             | Charles "Charlie M" McCarthy |
| Vinny Vella         | Artie Piscano                         | Nick Civella                 |
| Kevin Pollak        | Philip Green                          | Allen Glick                  |
| James Woods         | Lester Diamond                        | Leonard Marmor-McGee         |
| Nobu Matsuhisa      | K. K. Ichikawa                        | Wan "Broken Tooth" Kuok-koi  |
| Ffiolliott Le Coque | Anna Scott                            | Tamara Rand                  |
| Bret McCormick      | Bernie Blue                           | Frankie "Blue" Bluestein     |
| Richard Riehle      | Charlie "Clean Face" Clark            | William Graham               |
| Dick Smothers       | Nevada State Senator Harrison Roberts | US Senator Harry Reid (D-NV) |
| Oscar Goodman       | Ell mateix                            | Himself                      |

## La frase promocional
Ningú no és sempre al cim.